# William W. Crapo

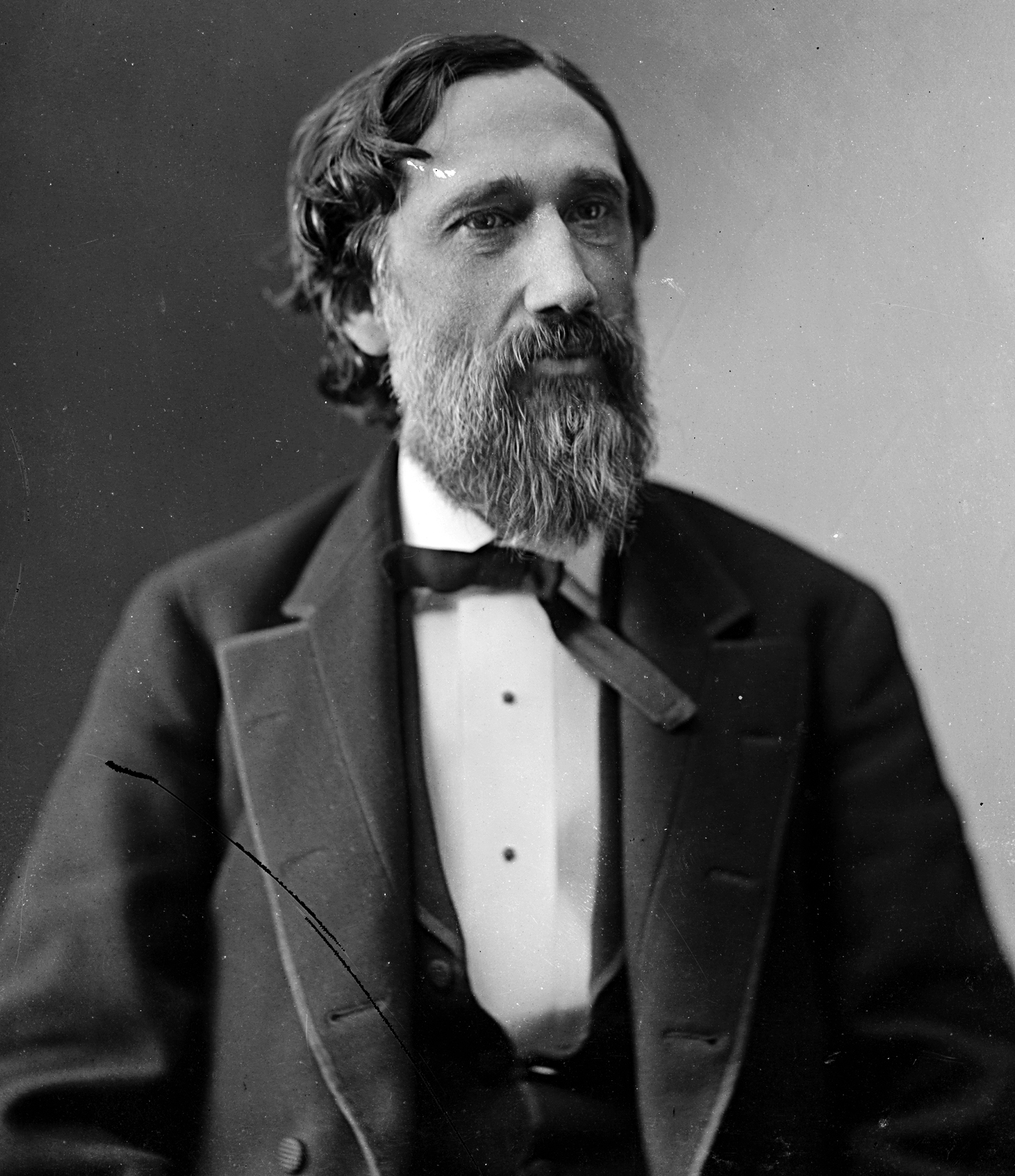
William W. Crapo

William Wallace Crapo (* 16. Mai 1830 in Dartmouth, Bristol County, Massachusetts; † 28. Februar 1926 in New Bedford, Massachusetts) war ein US-amerikanischer Politiker. Zwischen 1875 und 1883 vertrat er den Bundesstaat Massachusetts im US-Repräsentantenhaus.

## Werdegang
Bereits im Jahr 1832 kam William Crapo mit seinen Eltern (Vater: Henry H. Crapo) nach New Bedford, wo er später sowohl öffentliche, als auch private Schulen besuchte. Danach absolvierte er die Phillips Academy in Andover. Außerdem war er bis 1848 an der Friends Academy in New Bedford eingeschrieben. Im Jahr 1852 absolvierte er das Yale College. Nach einem Jurastudium an der Harvard University und seiner 1855 erfolgten Zulassung als Rechtsanwalt begann er, in New Bedford in diesem Beruf zu arbeiten. Von 1855 bis 1867 war er auch juristischer Vertreter dieser Stadt. Gleichzeitig schlug er als Mitglied der Republikanischen Partei eine politische Laufbahn ein. Im Jahr 1857 war er Abgeordneter im Repräsentantenhaus von Massachusetts.
Nach dem Tod des Abgeordneten James Buffinton wurde Crapo bei der fälligen Nachwahl für den ersten Sitz von Massachusetts als dessen Nachfolger in das US-Repräsentantenhaus in Washington, D.C. gewählt, wo er am 2. November 1875 sein neues Mandat antrat. Nach drei Wiederwahlen konnte er bis zum 3. März 1883 im Kongress verbleiben. Ab 1881 war er Vorsitzender des Banken- und Währungsausschusses.
Im Jahr 1882 verzichtete William Crapo auf eine weitere Kandidatur. Nach dem Ende seiner Zeit im US-Repräsentantenhaus praktizierte er wieder als Anwalt. Außerdem wurde er im Bankgewerbe und in der Baumwollverarbeitung tätig. 1884 wurde er Mitglied im Republican National Committee; im Jahr 1897 wirkte er in einer staatlichen Kommission zur Neufassung der Gesetze für Schienenfahrzeuge im Straßenbahnverkehr mit. Er starb am 28. Februar 1926 im Alter von 95 Jahren in New Bedford.